# Crassispira xanti
Crassispira xanti é uma espécie de gastrópode do gênero Crassispira, pertencente à família Pseudomelatomidae.